# Andromeda (genre)
Pour l’article homonyme, voir Andromeda.
Genre
Classification phylogénétique
Andromeda est un genre de plantes à fleurs de la famille des Ericaceae.

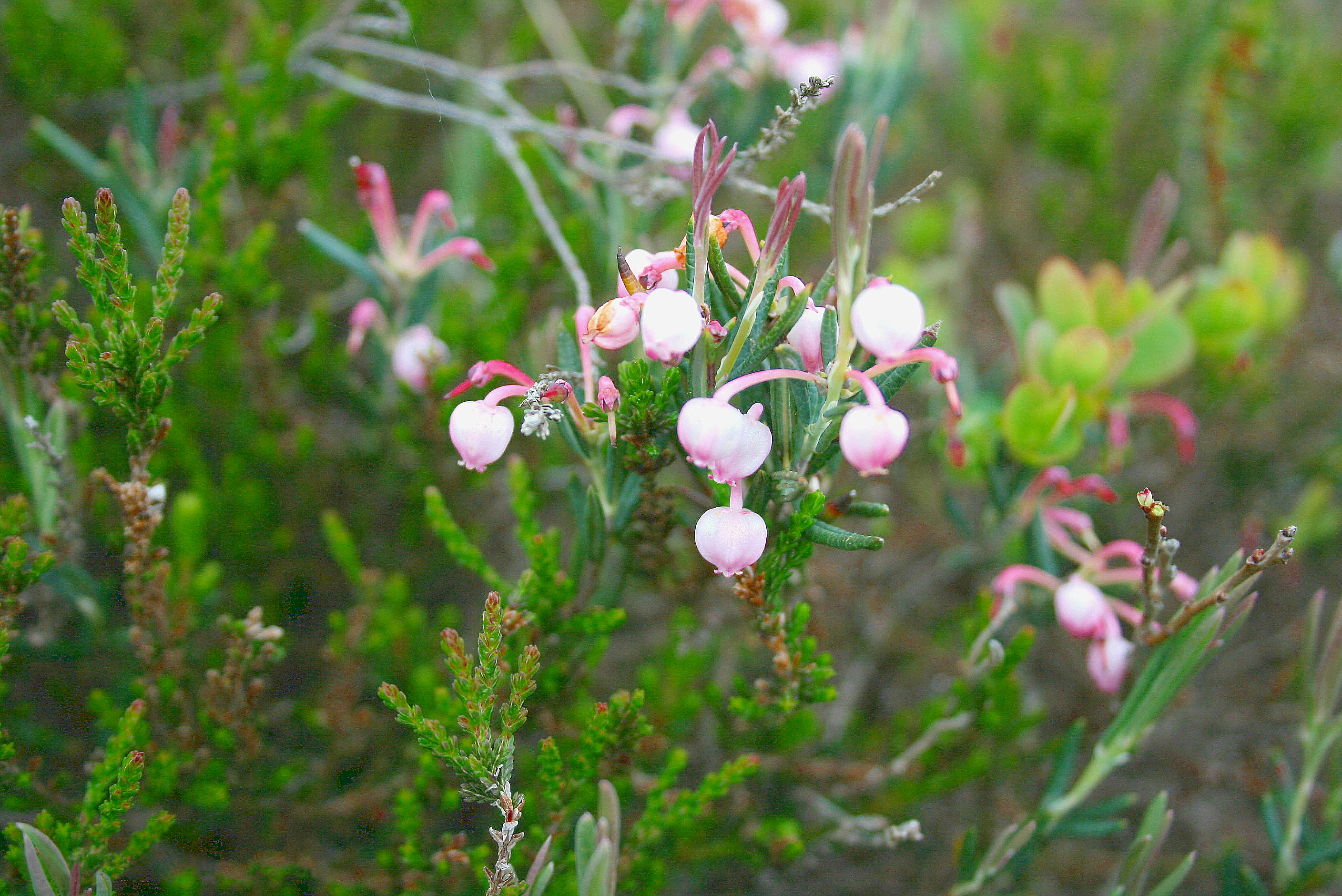
Andromeda polifolia, tourbière du Tanet.

Il ne comprend aujourd'hui qu'une seule espèce en son sein, Andromeda polifolia L.. 
Ce sont des plantes ligneuses montagnardes de régions tempérées.
Néanmoins, de nombreuses autres espèces ont été placées dans ce genre, avant d'en être retirées. Celles-ci ont été déplacées vers de multiples genres.

## Espèce
- Andromeda polifolia

## Espèces déplacées vers un autre genre

### VersAgarista
- Pour Andromeda populifolia Lam., voir Agarista populifolia (Lam.) Judd

### VersCassiope
- Pour Andromeda fastigiata Wall., voir Cassiope fastigiata (Wall.) D.Don
- Pour Andromeda lycopodioides Pall., voir Cassiope lycopodioides (Pall.) D.Don
- Pour Andromeda mertensiana Bong., voir Cassiope mertensiana (Bong.) G.Don
- Pour Andromeda tetragona L., voir Cassiope tetragona (L.) D.Don

### VersChamaedaphne
- Pour Andromeda calyculata L., voir Chamaedaphne calyculata (L.) Moench

### VersDaboecia
- Pour Andromeda daboecia (L.) L., voir Daboecia cantabrica (Huds.) K.Koch

### VersEnkianthus
- Pour Andromeda campanulata Miq., voir Enkianthus campanulatus (Miq.) G.Nicholson
- Pour Andromeda cernua (Siebold & Zucc.) Miq., voir Enkianthus cernuus (Siebold & Zucc.) Benth. & Hook.f. ex Makino
- Pour Andromeda perulata Miq., voir Enkianthus perulatus (Miq.) C.K.Schneid.

### VersGaultheria

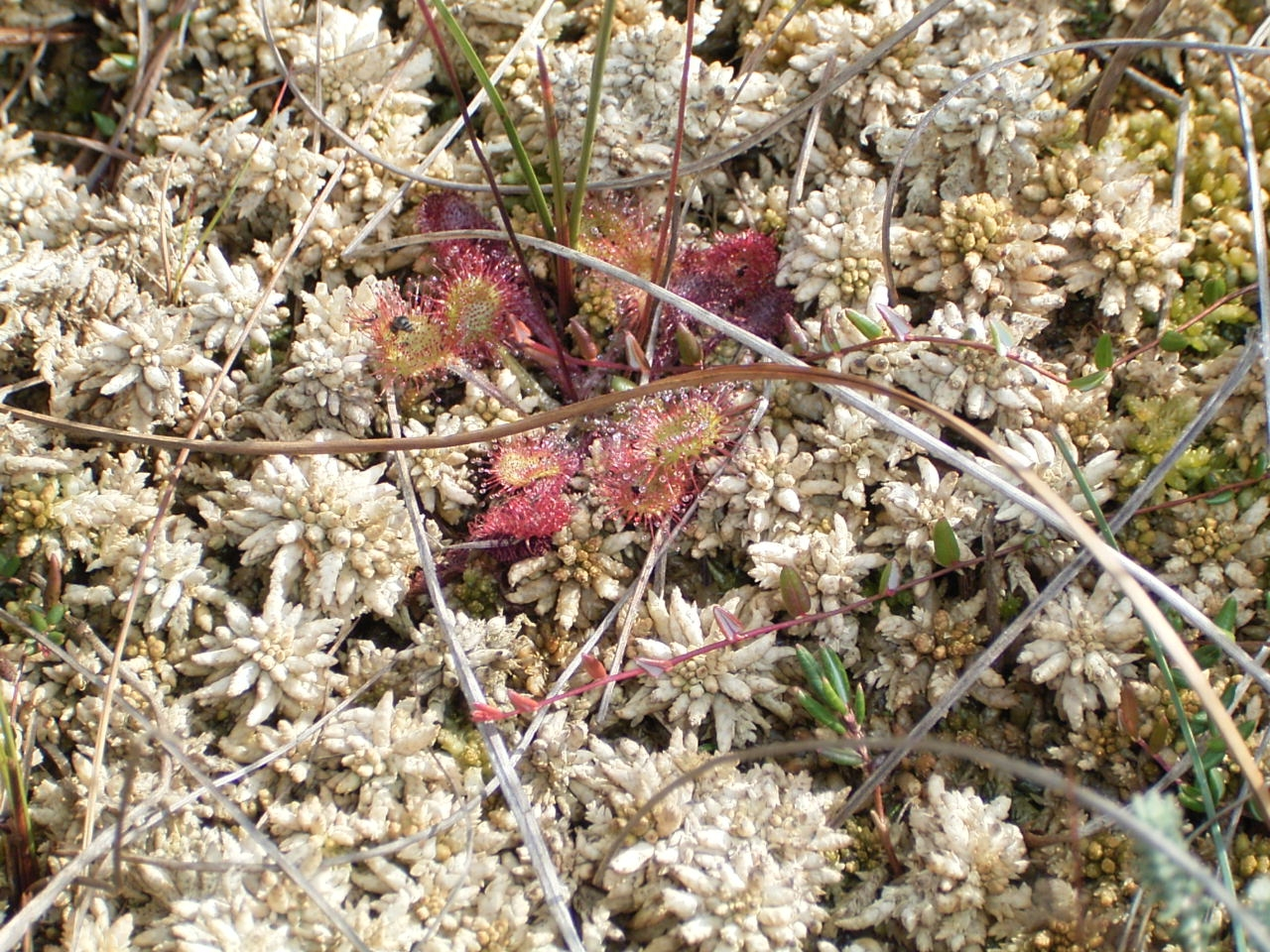
Andromeda polifolia, biotope et plantes compagnes.

- Pour Andromeda adenothrix Miq., voir Gaultheria adenothrix (Miq.) Maxim.
- Pour Andromeda glomerata Cav., voir Gaultheria glomerata (Cav.) Sleumer
- Pour Andromeda rupestris L.f., voir Gaultheria rupestris (L.f.) D.Don

### VersGaylussacia
- Pour Andromeda baccata Wangenh., voir Gaylussacia baccata (Wangenh.) K.Koch

### VersHarrimanella
- Pour Andromeda stelleriana Pall., voir Harrimanella stelleriana (Pall.) Coville

### VersLeucothoe
- Pour Andromeda axillaris Lam., voir Leucothoe axillaris (Lam.) D.Don
- Pour Andromeda catesbaei Walter, voir Leucothoe axillaris (Lam.) D.Don
- Pour Andromeda racemosa L., voir Leucothoe racemosa (L.) A.Gray
- Pour Andromeda recurva Buckley, voir Leucothoe recurva (Buckley) A.Gray
- Pour Andromeda walteri Willd., voir Leucothoe axillaris (Lam.) D.Don

### VersLyonia
- Pour Andromeda elliptica Siebold & Zucc., voir Lyonia ovalifolia var. elliptica (Siebold & Zucc.) Hand.-Mazz.
- Pour Andromeda ferruginea Walter, voir Lyonia ferruginea (Walter) Nutt.
- Pour Andromeda lucida Lam., voir Lyonia lucida (Lam.) K.Koch
- Pour Andromeda mariana L., voir Lyonia mariana (L.) D.Don
- Pour Andromeda nitida W.Bartram ex Marshall, voir Lyonia lucida (Lam.) K.Koch
- Pour Andromeda ovalifolia Wall., voir Lyonia ovalifolia (Wall.) Drude

### VersOxydendrum
- Pour Andromeda arborea L., voir Oxydendrum arboreum (L.) DC.

### VersPhyllodoce
- Pour Andromeda caerulea L., voir Phyllodoce caerulea (L.) Bab.

### VersPieris
- Pour Andromeda formosa Wall., voir Pieris formosa (Wall.) D.Don
- Pour Andromeda japonica Thunb., voir Pieris japonica (Thunb.) D.Don ex G.Don
- Pour Andromeda nana Maxim., voir Pieris nana (Maxim.) Makino

### VersZenobia
- Pour Andromeda cassinefolia Vent., voir Zenobia pulverulenta (W.Bartram ex Willd.) Pollard
- Pour Andromeda speciosa Michx., voir Zenobia pulverulenta (W.Bartram ex Willd.) Pollard